# Adulis (stolica tytularna)
Adulis (łac. Archidioecesis Adulitanus) – stolica historycznej archidiecezji w Cesarstwie Rzymskim (prowincja Etiopia), współcześnie w Etiopii. Od XVIII w. katolickie arcybiskupstwo tytularne. Od 1969 nie posiada arcybiskupa.
W latach 1925–1927 arcybiskupem tytularnym Adulisu był abp Jerzy Matulewicz, wizytator apostolski na Litwie, błogosławiony Kościoła katolickiego.

## Arcybiskupi tytularni
| Lp. | Biskup                         | Funkcja                                                  | Od                | Do               |
| --- | ------------------------------ | -------------------------------------------------------- | ----------------- | ---------------- |
| 1   | Tobias Georg Ghebragzer        |                                                          | 6 stycznia 1788   | 7 maja 1801      |
| 2   | Jerzy Matulewicz MIC           | emerytowany biskup Wilna, wizytator apostolski na Litwie | 1 września 1925   | 27 stycznia 1927 |
| 3   | Victor Colomban Dreyer OFMCap. | delegat apostolski                                       | 26 listopada 1928 | 7 maja 1944      |
| 4   | Martin Lucas SVD               | urzędnik Kurii Rzymskiej                                 | 14 września 1945  | 3 marca 1969     |